# Kurenai no Buta
Porco Rosso (紅の豚, くれないのぶた, Kurenai no Buta) là bộ phim anime thứ sáu do Miyazaki Hayao đạo diễn và sản xuất bởi Studio Ghibli, công chiếu lần đầu tiên năm 1992. Phim lấy bối cảnh chiến tranh thế giới thứ nhất, một phi công lái máy bay chiến đấu đã trở thành một người săn tiền thưởng luôn nhằm vào những tên "Cướp biển lái máy bay" tại vùng biển Adriatic. Người phi công này bị một lời nguyền khuôn mặt của ông bị biến thành mặt heo. Ồng từng có tên là Marco Pagot nhưng từ khi bị lời nguyền ông có một tên khác được mọi người biết đến là Porco Rosso theo tiếng Ý có nghĩa là Lợn Đỏ (vì ông luôn lái máy bay màu đỏ).
Bộ phim hoạt hình này thực hiện dựa trên loạt manga của Miyazaki Hayao là Hikōtei Jidai.

## Tổng quan

### Bối cảnh
Kurenai no Buta là một trong ít phim anime mà Miyazaki Hayao đạo diễn lấy bối cảnh lịch sử và địa lý có thật trên thực tế. Marco là một anh hùng trong chiến tranh thế giới thứ nhất chống lại các phi đội của đế quốc Áo-Hung xuất hiện trong một số đoạn hồi tưởng của phim. Cốt truyện lấy bối cảnh tại vùng biển Adriatic có thể là vùng Rijeka có thật tại Croatia được bao bọc bởi quần đảo Croatian.
Thời gian mà phim sử dụng là thời điểm khoảng giữa hai cuộc đại chiến thế giới. Phong cảnh thị trấn Adriatic trong phim tương đồng với thị trấn tại Fiume (nay là Rijeka). Câu chuyện diễn ra trong thời đại phát xít, các vệ binh của Ý diễu hành trong đồng phục đặc trưng của phát xít mặc dù màu hơi khác nhau (đen, xanh dương và xanh lá). Khi Porco là mua đạn từ cửa hàng mà ông yêu thích của mình, chủ cửa hàng đã nói rằng "Chính quyền đang thay đổi một lần nữa". Có thể phỏng đoán câu chuyện là khoảng năm 1924 khi Fiume bị sáp nhập vào Ý qua hiệp ước Rome. Ý cũng giống như nhiều nước châu Âu khác bị khủng hoảng kinh tế trầm trọng sau chiến tranh thế giới thứ nhất, cuộc khủng hoảng mà phim đề cập đến giống như cuộc khủng hoảng kinh tế tại châu Âu thời hậu chiến vào những năm 1920 hơn là khủng hoảng kinh tế thế giới năm 1930. Tuy nhiên cốt truyện của loạt manga mà bộ phim dựa vào đã nói rằng đó là năm 1929.

### Chủ đề
Bộ phim kể về câu chuyện của Porco Rosso và mối tình lãng mạn với Gina, người sở hữu và điều hành các câu lạc bộ cùng khách sạn biển dành cho phi công lái thủy phi cơ tại vùng biển Adriatic. Cốt truyện xoay quanh tình bạn giữa Porco và cô gái kỹ sư máy bay tập sự tài năng tên Fio, cùng cuộc cạnh tranh với một phi công người Mỹ nóng tính tên Curtis. Porco bị một lời nguyền khiến mặt của ông bị biến thành heo nhưng nguồn gốc của lời nguyền này không được giải thích đầy đủ trên phim. Cho dù lời nguyền biến ông thành heo không bao giờ được giải thích đầy đủ trên phim nhưng nó có một gợi ý liên quan đến việc ông rời bỏ lực lượng không quân cũng như ý chí vượt qua cái chết khi nó đã gần kề vì người mình yêu.
Từng là một phi công chiến đấu của lực lượng không quân Ý trong chiến tranh thế giới lần thứ nhất Porco ngày càng trở nên thất vọng và sau đó chuyển thành nghề săn tiền thưởng bảo vệ các con tàu khỏi bọn cướp biển với các máy bay của chúng tại vùng biển Adriatic. Mặc dù là đối thủ của nhau nhưng Porco cùng bọn hải tặc đã học cách cùng tồn tại với nhau và cố làm cho mọi trận không chiến trở nên ít đổ máu hay thiệt hại nhất. Và cho quãng thời gian nghỉ ngơi mọi người cùng uống với nhau tại một quán rượu được điều hành bởi Gina trong một khu vực trung lập. Porco đã thể hiện thái độ chống phát xít của mình. Trong phim ông cũng đã nói trong một đoạn là "Tôi thà làm heo hơn là một tên phát xít".

### Sơ lược cốt truyện
Bối cảnh bộ phim được đặt vào giai đoạn giữa hai cuộc chiến tranh tại biển Adriatic với nhân vật chính là Porco Rosso, một cựu phi công xuất sắc từ Chiến tranh thế giới thứ nhất làm thợ săn tiền thưởng tự do, chống trả lại một vụ tấn công bởi băng cướp sử dụng máy bay. Sau khi đánh bại băng cướp mang tên Mamma Aiuto (tiếng Ý nghĩa là "Mẹ ơi giúp con!"), Porco đến khách sạn Adriano, thuộc
sở hữu của người bạn lâu năm Gina của ông.
Tại nhà hàng của khách sạn, nơi những phi công trong vùng Adriatic thường ghé qua, thủ lĩnh của nhóm cướp giới thiệu Curtis, một phi công
Mỹ kiêu ngạo và đầy tham vọng nhận hợp đồng hỗ trợ toán cướp. Curtis khi ấy yêu Gina nhưng cảm thấy thất vọng khi cô có cảm tình với Porco. Sau một phi vụ cướp bóc thành công, Curtis theo đuôi Porco khi ông bay tới Milan để nâng cấp máy bay của mình và bắn rơi máy bay ông, rồi tuyên bố Porco đã bị giết chết. Thực tế thì Porco vẫn còn sống, nhưng thân máy bay của ông bị phá hủy. Porco tiếp tục sứ
mệnh đến Milan của mình, trong khi ở Ý ông bị truy nã vì tội đào ngũ khỏi lực lượng không quân.
Porco bí mật đến Milan để gặp Piccolo, người thợ máy của mình. Ông ngạc nhiên khi thấy con trai của Piccolo đã đến nơi khác để tìm việc
làm, và hầu hết công việc kỹ thuật được cháu gái Fio của Piccolo đảm nhiệm. Porco hoài nghi về khả năng của Fio, nhưng sau khi thấy cô bắt tay vào dự án sửa chữa và phục hồi máy bay của mình, Porco nhận ra cô là một thiên tài và chấp nhận cho cô làm kỹ sư phụ trách. Không có một người đàn ông nào tham gia giúp đỡ dự án, Piccolo lập một đội sửa chữa toàn phụ nữ để sửa chữa chiếc máy bay. Khi máy bay của Porco được sửa xong, ông được đề nghị bay trở về nhà mình cùng với Fio, để trong trường hợp cảnh sát mật (đã kín đáo quan sát họ) bắt giữ đội sửa chữa, họ có thể nói rằng Porco ép họ phải sửa máy bay và giữ Fio làm con tin. Porco miễn cường đồng ý và cả hai vội vã rời khỏi Milan. Khi dừng lại để tiếp nhiên liệu, Porco phát hiện ra chính phủ Phát xít mới đang bắt đầu thuê băng cướp sử dụng máy bay cho mục đích riêng của mình và loại Porco khỏi công việc của mình.
Khi trở về nhà, Porco và Fio bị băng cướp phục kích, chúng dọa giết Porco và phá hủy máy bay của ông. Fio đàm phán thành công và băng cướp bỏ đi, nhưng Curtis xuất hiện và thách đấu trận cuối cùng với Porco. Fio nhanh chóng lập thỏa thuận với Cutis với điều kiện nếu Porco thắng, Curtis phải trả khoản nợ của Porco cho công ty của Piccolo, và nếu Curtis thắng, hắn sẽ được cưới cô. Porco giận dữ khi Fio lập thỏa thuận như vậy, nhưng ông tha thứ cho cô và tỏ ra tự tin về chiến thắng.
Đêm ấy, Fio đòi Porco kể câu chuyện về sự kiện trong Chiến tranh thế giới thứ nhất, khi ông vẫn là con người, toàn bộ phi đội của ông, trừ ông, bị bắn
rơi trong trận không chiến với không quân Áo-Hung. Ông nhớ lại mình thấy một màn đen, rồi tỉnh lại tại một nơi tĩnh lặng trắng xóa mênh mông. Máy bay đồng minh và máy bay địch, lơ lửng với những người chết trong trận không chiến, bay vút qua để lại ông một mình. Ông nhìn thấy người bạn Berlini, chồng của Gina khi ấy, ông cất tiếng gọi nhưng anh ta không trả lời. Porco nhận ra thực ra phi đội ấy gồm hàng ngàn chiếc máy bay bay cùng nhau. Ông lại thấy màn đen và thấy mình đang lướt trên mặt biển. Khi tỉnh dậy, ông thấy mình bị biến thành lợn và tin rằng đây là sự trừng phạt của thần thánh vì tội chạy trốn khỏi trận chiến.
Ngày hôm sau, trận đấu tay đôi diễn ra và đám đông lớn tập trung trên đảo để quan sát. Những người tham dự đặt cược rất nhiều. Khi trận không chiến giữa Porco và Curtis đang diễn ra, Gina đến để ngăn cuộc chiến và thông báo với đám đông rằng không quân Ý đã được thông báo về trận đấu và đang trên đường tấn công. Porco nhờ Gina chăm sóc cho Fio. Trước khi máy bay cất cánh, Fio hôn Porco. Khi đám đông đã tản đi, Curtis và Porco đồng ý cùng nhau cản đường lực lượng không quân. Curtis ngạc nhiên khi thấy gương mặt của Porco biến đổi, ngụ ý rằng ông đã trở lại thành người sau nụ hôn của Fio.
Fio trở thành giám đốc của Piccolo, lúc này đã trở thành hãng sản xuất máy bay. Curtis trở thành diễn viên nối tiếng, những tên cướp vẫn
đến khách sạn Adriano và dường như Porco đã cầu hôn Gina.

## Thực hiện và trình chiếu
Bộ phim được dự định ban đầu như là một bộ phim ngắn dùng để chiếu trên các chuyến bay ngắn cho Japan Airlines dựa trên loạt manga Hikōtei Jidai của Miyazaki Hayao, nhưng sau đó phát triển dần ra thành một bộ phim anime dài. Cuộc chiến Nam Tư bùng nổ đã phủ bóng đen lên việc sản xuất bộ phim vì nó lấy bối cảnh tại Nam Tư nên bộ phim phải được thực hiện một cách nghiêm túc hơn. Các chuyến bay đã trình chiếu bộ phim này trước nó xuất hiện tại các rạp chiếu phim nên phần mở đầu giới thiệu của bộ phim có đoạn giới thiệu bằng nhiều thứ tiếng như tiếng Nhật, Ý, Hàn Quốc, Anh, Trung Quốc, Tây Ban Nha, Ả Rập, Nga, Pháp và tiếng Đức.

## Vinh danh những nhà tiên phong
Công ty máy bay hư cấu "Piccolo" được mô tả trong bộ phim có thể lấy ý tưởng từ công ty sản xuất máy bay Caproni và Piaggio của Ý.
Máy bay phản lực ở cảnh cuối phim gần giống Caproni C-22J, mẫu máy bay được nhà thiết kế của Caproni Carlo Ferrarin thiết kế. Tên của nhà thiết kế này cũng được dùng để đặt cho nhân vật bạn đồng ngũ ở lực lượng không quân của Marco trong phim. Mẫu máy bay phản lực lưỡng cư gợi nhắc đến mẫu tàu lượn Fouga Zéphyr sử dụng động cơ Mabore Turbofan của mẫu máy bay phản lực huấn luyện Magister, cũng như có đuôi chữ V giống hai mẫu máy bay này.
Thêm nữa, mẫu máy bay trinh sát hạng nhẹ Caproni Ca.309 còn được biết đến với cái tên "Ghibli", cùng tên với xưởng phim hoạt hình của Miyazaki và Takahata.
Đầu những năm 1930, những nhà thiết kế thủy phi cơ của Ý thiết lập kỷ lục tốc độ thế giới, ví dụ như Macchi M.C.72 được thiết kế bởi Mario Castoldi, một trong những phi công thử nghiệm đã thiệt mạng khi nỗ lực thiết lập kỷ lục mới mang tên Bellini, cái tên này được đặt cho một người bạn phi công của Porco.
Tên của nhân vật chính Marco Pagot được đặt để tỏ lòng kính trọng đến anh em nhà Pagot, những người tiên phong của nền hoạt hình Ý (Nino
Pagot là tác giả của bộ phim The Dynamite Brothers, và con trai Marco của ông cùng Gi Pagot là cộng tác viên của Miyazaki khi thực hiện bộ phim Sherlock Hound).
Nhân vật Curtis được đặt tên theo nhà tiên phong về lĩnh vực hàng không người Mỹ Glenn Hammond Curtiss, người cùng anh em nhà Wright sáng lập Tập đoàn Curtiss-Wright. Mẫu máy bay Curtiss R3C được chế tạo để tham dự cuộc đua Schneider Cup năm 1925 (Porco nhắc đến khi gặp Curtis lần đầu tiên). Nhân vật này cũng gợi nhắc đến Ronald Reagan, khi nói về tham vọng của mình sẽ không chỉ dừng lại ở Hollywood mà còn vươn tới chức Tổng thống. Vào những năm 1930 thì điều này khá là vô lý (vì thế Gina cười vào ý định này), nhưng những khán giả hiện tại sẽ hài lòng về Curtis ở điểm này.

## Đội ngũ làm phim
- Kịch bản gốc, chỉnh sửa kịch bản và đạo diễn: Miyazaki Hayao
- Đạo diễn âm nhạc: Joe Hisaishi
- Giám sát hình ảnh động: Kagawa Megumi, Kawaguchi Toshio
- Đạo diễn nghệ thuật: Hisamura Katsu
- Thiết kế và phối màu: Yasuda Michiyo
- Giám sát góc nhìn: Okui Atsushi
- Trình bày nhạc chủ đề: Kato Tokiko
- Biên tập: Seyama Takeshi
- Đồng sản xuất "Porco Rosso": Tokuma Shoten, Japan Airlines, Nippon Television Network, Studio Ghibli
- Điều hành sản xuất: Tokuma Yasuyoshi, Toshimitsu Matsuo, Sasaki Yoshio
- Phó giám đốc điều hành sản xuất (lập kế hoạch): Yamashita Tatsumi, Ogata Hideo
- Quyết định sản xuất: Suzuki Toshio
- Phân phối: Toho
- Nhà sản xuất: Studio Ghibli

## Âm nhạc
Phim có bài hát chủ đề là bài hát kết thúc Toki ni wa Mukashi no Hanashi o (時には昔の話を) do Kato Tokiko trình bày, đĩa đơn chứa bài hát đã phát hành vào ngày 01 tháng 7 năm 1992. Album chứa các bài hát do các nhân vật trình bày cùng album chứa các bản nhạc dùng trong phim đã phát hành vào ngày 25 tháng 5 năm 1992. Album chọn lọc các bản nhạc hay nhất của phim đã phát hành vào ngày 21 tháng 12 năm 1992.
| Kurenai no Buta Image Album (紅の豚 イメージ アルバム) | Kurenai no Buta Image Album (紅の豚 イメージ アルバム) | Kurenai no Buta Image Album (紅の豚 イメージ アルバム) |
| STT                                                    | Nhan đề                                                | Thời lượng                                             |
| ------------------------------------------------------ | ------------------------------------------------------ | ------------------------------------------------------ |
| 1.                                                     | "Adoira Kai no Aoi Sora (アドリア海の青い空)"          | 4:41                                                   |
| 2.                                                     | "Bouken Hikouka no Jidai (冒険飛行家の時代)"           | 4:52                                                   |
| 3.                                                     | "Shinku Tsubasa (真紅の翼)"                            | 5:35                                                   |
| 4.                                                     | "Unkai no Saboia (雲海のサボイア)"                     | 4:25                                                   |
| 5.                                                     | "Piccolo Sha (ピッコロ社)"                             | 2:59                                                   |
| 6.                                                     | "Sensou Gokko (戦争ゴッコ)"                            | 3:32                                                   |
| 7.                                                     | "Dabohaze (ダボハゼ)"                                  | 2:23                                                   |
| 8.                                                     | "Adriano no Mado (アドリアーノの窓)"                   | 4:47                                                   |
| 9.                                                     | "Sekai Kyoukou (世界恐慌)"                             | 3:47                                                   |
| 10.                                                    | "Maruko to Jiina no Teema (マルコとジーナのテーマ)"    | 4:04                                                   |
| Tổng thời lượng:                                       | Tổng thời lượng:                                       | 41:18                                                  |

| Kurenai no Buta Soundtrack (紅の豚 サウンドトラック) | Kurenai no Buta Soundtrack (紅の豚 サウンドトラック)                                 | Kurenai no Buta Soundtrack (紅の豚 サウンドトラック) |
| STT                                                  | Nhan đề                                                                              | Thời lượng                                           |
| ---------------------------------------------------- | ------------------------------------------------------------------------------------ | ---------------------------------------------------- |
| 1.                                                   | "Jidai no Kaze —Hito ga Hito de Irareta Toki— (時代の風—人が人でいられた時—)"        | 2:50                                                 |
| 2.                                                   | "MAMMAIUTO (マンマユート)"                                                           | 1:21                                                 |
| 3.                                                   | "Addio! (アディオ!)"                                                                 | 0:37                                                 |
| 4.                                                   | "Kaerazaru Hibi (帰らざる日々)"                                                      | 2:16                                                 |
| 5.                                                   | "Sepia Iro no Shashin (セピア色の写真)"                                              | 0:47                                                 |
| 6.                                                   | "Serbia Koushinkyoku (セリビア行進曲)"                                               | 1:03                                                 |
| 7.                                                   | "Flying boatmen (フライング ボートメント)"                                           | 2:36                                                 |
| 8.                                                   | "Doom —Kumo no Wana— (ドゥーム Doom —雲の罠—)"                                       | 1:23                                                 |
| 9.                                                   | "Porco e Bella (ポルコ・エ・ベッラ)"                                                 | 1:06                                                 |
| 10.                                                  | "Fio-Seventeen (フィオ・セヴンティーン)"                                             | 2:04                                                 |
| 11.                                                  | "Piccolo no Onnatachi (ピッコロの女たち)"                                            | 2:04                                                 |
| 12.                                                  | "Friend (フレンド)"                                                                  | 3:04                                                 |
| 13.                                                  | "Partnership (パートナー・シップ)"                                                   | 2:28                                                 |
| 14.                                                  | "Kyouki —Hishou— (狂気 —飛翔—)"                                                      | 2:39                                                 |
| 15.                                                  | "Adoria no Umi e (アドリアの海へ)"                                                   | 1:50                                                 |
| 16.                                                  | "Tooki Jidai o Momomete (遠き時代を求めて)"                                          | 2:18                                                 |
| 17.                                                  | "Kouya no Hitomebore (荒野の一目惚れ)"                                               | 1:11                                                 |
| 18.                                                  | "Natsu no Owari ni (夏の終わりに)"                                                   | 1:26                                                 |
| 19.                                                  | "Ushinawareta Tamashii —LOST SPIRIT— (失われた魂-ロスト・スピリット- —LOST SPIRIT-)" | 4:11                                                 |
| 20.                                                  | "Dog Fight (ドッグ・ファイト)"                                                       | 2:10                                                 |
| 21.                                                  | "Porco e Bella —Ending— (ポルコ・エ・ベッラ—エンディング—)"                          | 2:35                                                 |
| 22.                                                  | "Sakuranbo no Minoru Koro (さくらんぼの実る頃(加藤登紀子))"                          | 2:52                                                 |
| 23.                                                  | "Toki ni wa Mukashi no Hanashi o (時には昔の話を)"                                   | 3:56                                                 |
| Tổng thời lượng:                                     | Tổng thời lượng:                                                                     | 49:02                                                |

| Sakubanbo no Minoru Koro/Toki ni wa Mukashi no Hanashi o (さくらんぼの実る頃/時には昔の話を) | Sakubanbo no Minoru Koro/Toki ni wa Mukashi no Hanashi o (さくらんぼの実る頃/時には昔の話を)                                    | Sakubanbo no Minoru Koro/Toki ni wa Mukashi no Hanashi o (さくらんぼの実る頃/時には昔の話を) |
| STT                                                                                          | Nhan đề | Thời lượng                                                                                   |
| -------------------------------------------------------------------------------------------- | --- | -------------------------------------------------------------------------------------------- |
| 1.                                                                                           | "Sakuranbo no Minoru Koro <French version> (さくらんぼの実る頃（フランス語ヴァージョン）)"                                      | 2:52                                                                                         |
| 2.                                                                                           | "Toki ni wa Mukashi no Hanashi o (時には昔の話を)"                                                                              | 3:56                                                                                         |
| 3.                                                                                           | "Sakuranbo no Minoru Koro <Nihongo version> (さくらんぼの実る頃（日本語ヴァージョン）)"                                         | 3:55                                                                                         |
| 4.                                                                                           | "Sakuranbo no Minoru Koro <Nihongo version Original karaoke> (さくらんぼの実る頃 （日本語ヴァージョン／オリジナル・カラオケ）)" | 3:55                                                                                         |
| Tổng thời lượng:                                                                             | Tổng thời lượng: | 14:48                                                                                        |

| Kurenai no Buta Box (紅の豚 ＢＯＸ) | Kurenai no Buta Box (紅の豚 ＢＯＸ)                | Kurenai no Buta Box (紅の豚 ＢＯＸ) |
| STT                                 | Nhan đề                                            | Thời lượng                          |
| ----------------------------------- | -------------------------------------------------- | ----------------------------------- |
| 1.                                  | "Adriatic Kai no Aoi Sora (アドリア海の青い空)"    | 4:41                                |
| 2.                                  | "Dabohaze (ダボハゼ)"                              | 2:23                                |
| 4.                                  | "Kaerazaru Hibi (帰らざる日々)"                    | 2:16                                |
| 5.                                  | "Serbia Koushinkyoku (セリビア行進曲)"             | 1:03                                |
| 6.                                  | "Unkai no Savoia (雲海のサボイア)"                 | 4:25                                |
| 7.                                  | "Doom -Kumo no Wana- (Doom－雲の罠－)"             | 1:23                                |
| 8.                                  | "Fio-Seventeen"                                    | 2:04                                |
| 9.                                  | "Piccolo no Onnatachi (ピッコロの女たち)"          | 2:04                                |
| 10.                                 | "Bouken Hikouka no Jidai (冒険飛行家の時代)"       | 4:52                                |
| 11.                                 | "Adriano no Mado (アドリアーノの窓)"               | 4:47                                |
| 12.                                 | "Ushinawareta Tamashii (失われた魂)"               | 4:11                                |
| 13.                                 | "Porco e Bella - Ending"                           | 2:35                                |
| 14.                                 | "Toki ni wa Mukashi no Hanashi o (時には昔の話を)" | 3:56                                |
| Tổng thời lượng:                    | Tổng thời lượng:                                   | 43:30                               |

## Đón nhận
Porco Rosso là bộ phim số 1 ở thị trường Nhật Bản năm
1992, thu được 2.8 tỷ yen lợi nhuận phát hành. Bộ phim này nhận được giải "Phim nhựa xuất sắc" tại Liên hoan Phim hoạt hình Quốc tế Annecy năm 1993. Nó cũng lọt vào danh sách 50 bộ phim hoạt hình hàng đầu của Time Out. Trên Anime News Network (ANN), cho đến tháng 12 năm 2010, Porco Rosso nhận được hơn 2600 bình chọn với điểm số trung bình 8.212 trên 10.